# Joseph Bédier
Joseph-Charles-Marie Bédier (n. 28 ianuarie 1864, Paris, Île-de-France, Franța – d. 29 august 1938, Le Grand-Serre, Drôme, Franța) a fost un istoric literar francez, profesor la Collège de France. Una din principalele teme de cercetare care l-au preocupat a fost originea miturilor. Datorită contribuțiilor sale a fost ales membru în Academia Franceză în 1920. Este cunoscut în special ca autor al unei versiuni complete a mitului Tristan și Isolda, obținută prin trierea și compilarea surselor medievale. Scopul lui Joseph Bédier a fost să obțină o operă autentică și lipsită de influențe ulterioare perioadei în care a fost conceput mitul. 

## Opera
- 1908 - 1913: Legendele epice ("Les légendes épiques");
- 1902 - 1905: Tristan și Isolda ("Tristan et Yseult");
- 1926 - 1927: Cântarea lui Roland ("La chanson de Roland").
- Joseph Bédier, Paul Hazard et als., "Histoire de la littérature française illustrée", Paris, Larousse, 1938-1940), 2v.